# Josh Blake
Josh Blake (ur. jako Joshua Buxbaum 7 stycznia 1975 w Nowym Jorku) – amerykański aktor, w Polsce znany z roli Jakea Ochmoneka w serialu ALF. Blake odegrał także wiele ról epizodycznych w telewizyjnych serialach. Między innymi zagrał w Pełnej chacie, Świecie według Bundych czy Cudownych latach. Blake jest aktualnie agentem nieruchomości w centrum Los Angeles.
Dorobek zawodowy
- Tony Hawk’s American Wasteland (2005) (głos)
- Psychonauts (2005) (głos) Wrestling Announcer/Cobra
- JAG Cpl. Rashid Hamud, USMC (2004)
- To tylko gra (2003) Kierowca
- Recipe for Disaster (2003) (TV) Tony 'Pizza' Tartags
- Going Down (2003) Travis
- Spyder Games Jamie (2001)
- Sabrina, the Teenage Witch Pete (2000)
- Chicken Soup for the Soul Tony (2000)
- Jak pan może, panie doktorze? Grillo (1999)
- Brother’s Keeper Student (1998)
- Pan Złota Rączka Brett (1998)
- The Commish Alex Prince (1991)
- Cudowne lata Robby (1991)
- Pełna chata Sylvio (1990)
- Świat według Bundych M (1990)
- The Famous Teddy Z (1989) Aristotle Zakalokis
- ALF Jake Ochmonek (1988−1989)
- Piękna i Bestia Tony Ramos (1988)
- Rock ’n’ Roll Mom (1988) (TV) Nicky
- Once a Hero Woody Greely (1987)
- The Incredible Ida Early (1987) (TV)
- The Comic Strip (1987) TV (głos)
- Zeisters (1986) Older Boy
- Comedy Factory Jonathan Morgan (1986)
- The Life & Adventures of Santa Claus (1985) (TV) (głos)